# Eerste klasse A 2017-18 (voetbal België)
Het seizoen 2017-18 is de 115e editie van de Belgische hoogste voetbalafdeling, en de tweede na de competitiehervorming van 2015. De officiële naam van de competitie is Profvoetbal 1A, de sponsornaam is Jupiler Pro League. De competitie begon op 28 juli 2017 en eindigde in mei 2018.

## Gepromoveerde teams
Dit team promoveert uit de eerste klasse B voor de start van het seizoen:
- Royal Antwerp FC (kampioen) Keerde na 13 jaar terug naar de hoogste afdeling en nam de plaats in van KVC Westerlo.

## Degraderende teams
Dit team degradeerde naar eerste klasse B aan het einde van het seizoen:
- KV Mechelen (laatste reguliere competitie) degradeerde na 11 seizoenen op het hoogste niveau

## Clubs
Zestien clubs spelen in 2017-18 in eerste klasse A. Uitgesplitst per provincie komen vier clubs uit West-Vlaanderen, drie uit Oost-Vlaanderen, telkens twee uit de provincies Antwerpen, Limburg, Henegouwen en Luik en komt één club uit het Brussels Hoofdstedelijk Gewest.
| # kaart | Stam- nummer | Club                          | Plaats       | # seiz. Eerste klasse A |
| ------- | ------------ | ----------------------------- | ------------ | ----------------------- |
| 1       | 1            | Royal Antwerp FC              | Antwerpen    | 97                      |
| 2       | 35           | RSC Anderlecht                | Anderlecht   | 87                      |
| 3       | 7            | KAA Gent                      | Gent         | 79                      |
| 4       | 22           | Royal Charleroi Sporting Club | Charleroi    | 53                      |
| 5       | 3            | Club Brugge                   | Brugge       | 96                      |
| 6       | 4276         | KAS Eupen                     | Eupen        | 3                       |
| 7       | 19           | KV Kortrijk                   | Kortrijk     | 31                      |
| 8       | 25           | KV Mechelen                   | Mechelen     | 68                      |
| 9       | 31           | KV Oostende                   | Oostende     | 9                       |
| 10      | 282          | KSC Lokeren OV                | Lokeren      | 41                      |
| 11      | 216          | Royal Excel Moeskroen         | Moeskroen    | 4                       |
| 12      | 322          | KRC Genk                      | Genk         | 27                      |
| 13      | 373          | Sint-Truidense VV             | Sint-Truiden | 41                      |
| 14      | 16           | Standard Luik                 | Luik         | 99                      |
| 15      | 4068         | KVRS Waasland - SK Beveren    | Beveren      | 6                       |
| 16      | 5381         | SV Zulte Waregem              | Waregem      | 13                      |

### Personen en sponsors
| #  | Club                  | Plaats       | Stadion                        | Capaciteit | Trainer              | Vorige trainers seizoen 2017/18                       | Aanvoerder                               | Shirtsponsor | Hoofdsponsor(s)    |
| -- | --------------------- | ------------ | ------------------------------ | ---------- | -------------------- | ----------------------------------------------------- | ---------------------------------------- | ------------ | ------------------ |
| 1  | KAA Gent              | Gent         | Ghelamco Arena                 | 20.000     | Yves Vanderhaeghe    | Hein Vanhaezebrouck Peter Balette (a.i.)              | Nana Asare                               | Jartazi      | vdk bank           |
| 2  | RSC Anderlecht        | Anderlecht   | Constant Vanden Stockstadion   | 21.500     | Hein Vanhaezebrouck  | René Weiler Nicolás Frutos (a.i.)                     | Sofiane Hanni Leander Dendoncker         | adidas       | BNP Paribas Fortis |
| 3  | Royal Antwerp FC      | Antwerpen    | Bosuilstadion                  | 16.144     | László Bölöni        |                                                       | Faris Haroun                             | JAKO         | Heylen Vastgoed    |
| 4  | Sporting Charleroi    | Charleroi    | Stade du Pays de Charleroi     | 15.000     | Felice Mazzù         |                                                       | Francisco Martos                         | Hungaria     | Proximus           |
| 5  | Club Brugge           | Brugge       | Jan Breydelstadion             | 29.062     | Ivan Leko            |                                                       | Ruud Vormer                              | Macron       | Daikin             |
| 6  | KAS Eupen             | Eupen        | Kehrwegstadion                 | 8.363      | Claude Makélélé      | Jordi Condom                                          | Luis García                              | Nike         | Aspire Academy     |
| 7  | KV Kortrijk           | Kortrijk     | Guldensporenstadion            | 9.399      | Glen De Boeck        | Yannis Anastasiou                                     | Hannes Van der Bruggen                   | JAKO         | AGO Jobs & HR      |
| 8  | KV Mechelen           | Mechelen     | AFAS-stadion Achter de Kazerne | 16.672     | Dennis van Wijk      | Yannick Ferrera Tom Caluwé (a.i.) Aleksandar Janković | Seth De Witte                            | Jartazi      | Telenet            |
| 9  | KV Oostende           | Oostende     | Versluys Arena                 | 8.432      | Adnan Čustović       | Yves Vanderhaeghe                                     | Sébastien Siani Nicolas Lombaerts        | Joma         | Willems veranda's  |
| 10 | Sporting Lokeren      | Lokeren      | Daknamstadion                  | 12.000     | Peter Maes           | Rúnar Kristinsson                                     | Killian Overmeire                        | Jartazi      | Q Team             |
| 11 | Royal Excel Moeskroen | Moeskroen    | Le Canonnier                   | 10.800     | Frank Defays         | Mircea Rednic                                         | Jérémy Huyghebaert                       | Erima        | Star Casino        |
| 12 | KRC Genk              | Genk         | Luminus Arena                  | 23.718     | Philippe Clement     | Albert Stuivenberg Jos Daerden (a.i.)                 | Thomas Buffel                            | Nike         | Beobank            |
| 13 | Sint-Truidense VV     | Sint-Truiden | Stayen                         | 14.600     | Jonas De Roeck       | Bartolomé Marquez                                     | Steven De Petter                         | Olympic      | Golden Palace      |
| 14 | Standard Luik         | Luik         | Maurice Dufrasnestadion        | 27.670     | Ricardo Sá Pinto     |                                                       | Sébastien Pocognoli                      | New Balance  | BASE               |
| 15 | Waasland-Beveren      | Beveren      | Freethielstadion               | 8.190      | Dirk Geeraerd (a.i.) | Philippe Clement Johan Van Rumst (a.i.) Sven Vermant  | Ibrahima Seck (2017) Rudy Camacho (2018) | Kappa        | Circus.be          |
| 16 | SV Zulte Waregem      | Waregem      | Regenboogstadion               | 12.414     | Francky Dury         |                                                       | Davy De fauw                             | Patrick      | Record Bank        |

## Uitslagen en klassementen

### Reguliere Competitie
| Thuis \ Uit        | AND | ANT | CHA | CLU | EUP | GNK | GNT | KVK | LOK | KVM | MOE | OOS | STA | STV | W-B | ZWA |
| ------------------ | --- | --- | --- | --- | --- | --- | --- | --- | --- | --- | --- | --- | --- | --- | --- | --- |
| RSC Anderlecht     |     | 2–1 | 1–3 | 0–0 | 1–0 | 0–1 | 1–0 | 4–0 | 3–2 | 2–2 | 5–3 | 1–0 | 1–0 | 2–3 | 2–2 | 2–0 |
| Antwerp FC         | 0–0 |     | 1–3 | 2–2 | 2–0 | 3–5 | 1–1 | 3–0 | 1–2 | 0–0 | 1–0 | 0–0 | 0–0 | 1–1 | 1–2 | 3–0 |
| Sporting Charleroi | 2–0 | 2–2 |     | 1–2 | 2–2 | 1–1 | 2–1 | 1–0 | 1–1 | 2–0 | 2–0 | 1–1 | 1–1 | 0–0 | 2–2 | 3–2 |
| Club Brugge        | 5–0 | 1–0 | 3–3 |     | 3–1 | 2–2 | 2–1 | 2–1 | 3–1 | 2–0 | 4–2 | 3–2 | 4–0 | 4–1 | 3–0 | 3–2 |
| KAS Eupen          | 2–3 | 0–1 | 1–0 | 2–2 |     | 3–3 | 1–1 | 1–2 | 3–2 | 4–1 | 4–0 | 2–1 | 1–1 | 0–0 | 1–0 | 0–5 |
| KRC Genk           | 0–1 | 4–0 | 0–1 | 2–0 | 1–1 |     | 1–2 | 2–3 | 0–0 | 1–0 | 1–1 | 1–1 | 0–2 | 1–1 | 3–3 | 3–1 |
| KAA Gent           | 0–0 | 0–1 | 1–0 | 2–0 | 3–0 | 1–1 |     | 2–1 | 3–0 | 2–2 | 3–1 | 2–3 | 1–0 | 3–0 | 2–0 | 0–1 |
| KV Kortrijk        | 2–2 | 4–0 | 2–0 | 1–2 | 0–0 | 0–0 | 1–1 |     | 1–0 | 2–0 | 1–1 | 1–2 | 2–1 | 3–2 | 4–1 | 0–1 |
| Sporting Lokeren   | 1–2 | 1–1 | 1–1 | 0–4 | 3–0 | 1–2 | 0–3 | 0–1 |     | 2–0 | 0–2 | 0–3 | 0–3 | 1–1 | 1–1 | 0–2 |
| KV Mechelen        | 3–4 | 1–2 | 1–1 | 0–3 | 1–0 | 3–2 | 1–1 | 2–0 | 0–2 |     | 0–2 | 1–1 | 1–1 | 2–0 | 2–0 | 0–2 |
| Moeskroen          | 1–2 | 2–2 | 2–5 | 2–1 | 3–2 | 0–1 | 3–2 | 0–3 | 1–2 | 2–2 |     | 1–0 | 1–3 | 1–1 | 2–2 | 2–1 |
| KV Oostende        | 2–0 | 3–4 | 3–0 | 2–3 | 1–0 | 1–2 | 0–2 | 2–1 | 2–3 | 0–1 | 0–1 |     | 2–3 | 2–0 | 0–3 | 4–2 |
| Standard Luik      | 3–3 | 1–1 | 0–0 | 1–1 | 3–2 | 2–1 | 0–0 | 3–1 | 2–1 | 3–2 | 4–3 | 0–0 |     | 1–1 | 3–1 | 0–4 |
| Sint Truiden       | 1–0 | 0–3 | 0–1 | 0–1 | 4–4 | 2–1 | 3–2 | 0–3 | 0–0 | 2–0 | 1–0 | 1–0 | 1–0 |     | 1–0 | 1–1 |
| Waasland-Beveren   | 1–2 | 3–0 | 0–2 | 1–1 | 5–1 | 0–1 | 1–2 | 2–1 | 2–3 | 2–2 | 2–0 | 1–3 | 3–1 | 3–1 |     | 2–2 |
| SV Zulte Waregem   | 2–3 | 1–2 | 0–4 | 1–2 | 3–2 | 0–1 | 0–1 | 2–2 | 1–3 | 2–1 | 2–1 | 1–1 | 2–1 | 2–0 | 2–5 |     |

klassement
| Pos | Team               | Wed | W  | G  | V  | Ptn | DV | DT | +/− |       |
| --- | ------------------ | --- | -- | -- | -- | --- | -- | -- | --- | ----- |
| 1   | Club Brugge        | 30  | 20 | 7  | 3  | 67  | 68 | 33 | +35 | PO I  |
| 2   | RSC Anderlecht     | 30  | 16 | 7  | 7  | 55  | 49 | 42 | +7  | PO I  |
| 3   | Sporting Charleroi | 30  | 13 | 12 | 5  | 51  | 46 | 30 | +16 | PO I  |
| 4   | KAA Gent           | 30  | 14 | 8  | 8  | 50  | 45 | 27 | +18 | PO I  |
| 5   | KRC Genk           | 30  | 11 | 11 | 8  | 44  | 44 | 36 | +8  | PO I  |
| 6   | Standard Luik      | 30  | 11 | 11 | 8  | 44  | 43 | 41 | +2  | PO I  |
| 7   | KV Kortrijk        | 30  | 12 | 6  | 12 | 42  | 42 | 39 | +3  | PO II |
| 8   | Antwerp FC         | 30  | 10 | 11 | 9  | 41  | 38 | 40 | −2  | PO II |
| 9   | SV Zulte Waregem   | 30  | 11 | 4  | 15 | 37  | 47 | 52 | −5  | PO II |
| 10  | Sint Truiden       | 30  | 9  | 10 | 11 | 37  | 29 | 41 | −12 | PO II |
| 11  | KV Oostende        | 30  | 10 | 6  | 14 | 36  | 42 | 41 | +1  | PO II |
| 12  | Waasland-Beveren   | 30  | 9  | 8  | 13 | 35  | 50 | 51 | −1  | PO II |
| 13  | Sporting Lokeren   | 30  | 8  | 7  | 15 | 31  | 33 | 49 | −16 | PO II |
| 14  | Moeskroen          | 30  | 8  | 6  | 16 | 30  | 40 | 59 | −19 | PO II |
| 15  | KAS Eupen          | 30  | 6  | 9  | 15 | 27  | 40 | 57 | −17 | PO II |
| 16  | KV Mechelen        | 30  | 6  | 9  | 15 | 27  | 31 | 49 | −18 |       |

PO I: Play-off I, PO II: Play-off II, : Degradeerde na dit seizoen naar eerste klasse B

### Play-off 1
Klassement
| Pos | Team               | Wed | W | G | V | Ptn | DV | DT | +/− |                                        |  | CLU | STA | AND | GNT | GNK | CHA |
| --- | ------------------ | --- | - | - | - | --- | -- | -- | --- | -------------------------------------- |  | --- | --- | --- | --- | --- | --- |
| 1   | Club Brugge        | 10  | 3 | 3 | 4 | 46  | 17 | 12 | +5  | Kampioen, Groepsfase Champions League  |  | —   | 4–4 | 1–2 | 0–1 | 1–0 | 6–0 |
| 2   | Standard Luik      | 10  | 6 | 3 | 1 | 43  | 20 | 9  | +11 | Voorrondes Champions League            |  | 1–1 | —   | 2–1 | 1–0 | 5–0 | 1–0 |
| 3   | RSC Anderlecht     | 10  | 4 | 0 | 6 | 40  | 12 | 15 | −3  | Groepsfase Europa League               |  | 1–0 | 1–3 | —   | 0–2 | 1–2 | 3–1 |
| 4   | KAA Gent           | 10  | 4 | 2 | 4 | 39  | 8  | 8  | 0   | Voorrondes Europa League               |  | 1–0 | 1–3 | 1–0 | —   | 0–0 | 0–1 |
| 5   | KRC Genk           | 10  | 4 | 4 | 2 | 38  | 13 | 13 | 0   | Testwedstrijd tegen winnaar Play-off 2 |  | 1–1 | 1–0 | 2–1 | 1–1 | —   | 4–1 |
| 6   | Sporting Charleroi | 10  | 2 | 2 | 6 | 34  | 9  | 22 | −13 |                                        |  | 1–3 | 0–0 | 1–2 | 2–0 | 2–2 | —   |

### Play-off 2

#### Groep A
klassement
| Pos | Team             | Wed | W | G | V | Ptn | DV | DT | +/− |             |     | ZWA | KVK | MOE | OHL | W-B | LIE |
| --- | ---------------- | --- | - | - | - | --- | -- | -- | --- | ----------- | --- | --- | --- | --- | --- | --- | --- |
| 1   | Zulte Waregem    | 10  | 9 | 1 | 0 | 28  | 35 | 8  | +27 | Finale PO 2 |     | —   | 3–0 | 5–1 | 2–2 | 8–0 | 5–0 |
| 2   | KV Kortrijk      | 10  | 6 | 1 | 3 | 19  | 18 | 12 | +6  |             |     | 1–2 | —   | 1–1 | 2–1 | 4–1 | 2–1 |
| 3   | Excel Moeskroen  | 10  | 4 | 2 | 4 | 14  | 18 | 16 | +2  |             | 1–2 | 2–1 | —   | 5–0 | 1–1 | 1–0 |     |
| 4   | OH Leuven        | 10  | 2 | 3 | 5 | 9   | 12 | 18 | −6  |             | 1–2 | 0–2 | 3–1 | —   | 0–0 | 1–2 |     |
| 5   | Waasland-Beveren | 10  | 2 | 2 | 6 | 8   | 12 | 23 | −11 |             | 1–2 | 1–3 | 3–2 | 0–2 | —   | 0–1 |     |
| 6   | Lierse SK        | 10  | 2 | 1 | 7 | 7   | 7  | 25 | −18 |             | 1–4 | 0–2 | 0–3 | 2–2 | 0–5 | —   |     |

1. ↑  Lierse SK gaf wegens faillissement forfait voor de wedstrijd op bezoek bij Zulte-Waregem.[4]
2. ↑  Lierse SK gaf wegens faillissement forfait voor de wedstrijd tegen Waasland-Beveren.[4]

#### Groep B
klassement
| Pos | Team              | Wed | W | G | V | Ptn | DV | DT | +/− |             |     | LOK | STV | ANT | OOS | EUP | WIL |
| --- | ----------------- | --- | - | - | - | --- | -- | -- | --- | ----------- | --- | --- | --- | --- | --- | --- | --- |
| 1   | Sporting Lokeren  | 10  | 6 | 3 | 1 | 21  | 21 | 11 | +10 | Finale PO 2 |     | —   | 1–0 | 1–2 | 2–2 | 3–0 | 4–2 |
| 2   | STVV              | 10  | 5 | 2 | 3 | 17  | 22 | 15 | +7  |             |     | 1–1 | —   | 4–0 | 4–1 | 2–3 | 3–2 |
| 3   | Antwerp           | 10  | 4 | 2 | 4 | 14  | 13 | 16 | −3  |             | 1–2 | 1–2 | —   | 3–3 | 2–1 | 2–0 |     |
| 4   | KV Oostende       | 10  | 3 | 5 | 2 | 14  | 21 | 18 | +3  |             | 1–3 | 2–2 | 3–1 | —   | 1–1 | 2–2 |     |
| 5   | KAS Eupen         | 10  | 2 | 2 | 6 | 8   | 11 | 21 | −10 |             | 0–2 | 3–1 | 0–1 | 0–4 | —   | 2–2 |     |
| 6   | Beerschot Wilrijk | 10  | 1 | 4 | 5 | 7   | 14 | 21 | −7  |             | 2–2 | 1–3 | 0–0 | 0–2 | 3–1 | —   |     |

#### Finale Play-off 2
|                                           |                                              |                  |                                         |                                                                                    |
| 23 mei 2018 20:30 UTC+2 Finale play-off 2 | SV Zulte Waregem                             | 2 – 2 (n.v.)     | Sporting Lokeren                        | Regenboogstadion, Waregem Toeschouwers: 8.100 Scheidsrechter: Sébastien Delferière |
| 23 mei 2018 20:30 UTC+2 Finale play-off 2 | Bongonda 37' De fauw 90+2' Šaponjić 114'     | Wedstrijdverslag | 89' Cevallos 96' Mareček                | Regenboogstadion, Waregem Toeschouwers: 8.100 Scheidsrechter: Sébastien Delferière |
| 23 mei 2018 20:30 UTC+2 Finale play-off 2 | Strafschoppen                                |                  |                                         | Regenboogstadion, Waregem Toeschouwers: 8.100 Scheidsrechter: Sébastien Delferière |
| 23 mei 2018 20:30 UTC+2 Finale play-off 2 | Derijck De fauw Hamalainen Šaponjić Harbaoui | 4 - 3            | Skúlason Rassoul Mareček Söder Cevallos | Regenboogstadion, Waregem Toeschouwers: 8.100 Scheidsrechter: Sébastien Delferière |

#### Testwedstrijd (UEFA Europa League)
|                                                       |                        |       |                  |                                                                      |
| 27 mei 2018 18:00 UTC+2 Testwedstrijd (Europa League) | KRC Genk               | 2 – 0 | SV Zulte Waregem | Luminus Arena, Genk Toeschouwers: nnb Scheidsrechter: Bart Vertenten |
| 27 mei 2018 18:00 UTC+2 Testwedstrijd (Europa League) | Samatta 17' Uronen 28' |       |                  | Luminus Arena, Genk Toeschouwers: nnb Scheidsrechter: Bart Vertenten |

## Individuele klassementen
Sinds het seizoen 2015/16 krijgt ook de speler met de meeste assists, een trofee. Sinds het seizoen 2017/18 krijgt de doelman met de meeste clean sheets, een trofee. Doelpunten tijdens barragewedstrijden om Europees voetbal tellen niet mee in deze individuele klassementen.
Gouden Stier
| Nr. | Speler            | Club                              | G  | W  | GPW  | SPM       |
| --- | ----------------- | --------------------------------- | -- | -- | ---- | --------- |
| 1.  | Hamdi Harbaoui    | SV Zulte Waregem / RSC Anderlecht | 22 | 25 | 0,88 | 1903 min. |
| 2.  | Teddy Chevalier   | KV Kortrijk                       | 21 | 40 | 0,53 | 3312 min. |
| 3.  | Isaac Thelin      | Waasland-Beveren                  | 19 | 39 | 0,49 | 2889 min. |
| 5.  | Kaveh Rezaei      | Sporting Charleroi                | 16 | 39 | 0,41 | 3117 min. |
| 5.  | Łukasz Teodorczyk | RSC Anderlecht                    | 15 | 33 | 0,45 | 2465 min. |

Bij een gelijk aantal doelpunten wordt er rekening gehouden met het aantal doelpunten op verplaatsing, het aantal speelminuten, het aantal assists en het aantal doelpunten zonder de strafschoppen.
Pro Assist
| Nr. | Speler            | Club                              | A  | W  | GPW  | SPM       | L  |
| --- | ----------------- | --------------------------------- | -- | -- | ---- | --------- | -- |
| 1.  | Ruud Vormer       | Club Brugge                       | 17 | 40 | 0,43 | 3469 min. | 29 |
| 2.  | Ryota Morioka     | RSC Anderlecht / Waasland-Beveren | 13 | 40 | 0,33 | 3216 min. | 26 |
| 3.  | Hans Vanaken      | Club Brugge                       | 11 | 39 | 0,28 | 3216 min. | 25 |
| 4.  | Alejandro Pozuelo | KRC Genk                          | 9  | 38 | 0,24 | 3111 min. | 26 |
| 5.  | Mehdi Carcela     | Standard Luik                     | 8  | 16 | 0,50 | 1259 min. | 28 |

Bij een gelijk aantal assists wordt er rekening gehouden met het aantal speelminuten en de leeftijd van de spelers.
Clean sheet
| Nr. | Speler            | Club               | C  | W  | GPW  | SPM       | L  |
| --- | ----------------- | ------------------ | -- | -- | ---- | --------- | -- |
| 1.  | Lovre Kalinić     | KAA Gent           | 15 | 35 | 0,43 | 3150 min. | 27 |
| 2.  | Sinan Bolat       | Antwerp FC         | 14 | 37 | 0,38 | 3330 min. | 29 |
| 3.  | Nicolas Penneteau | Sporting Charleroi | 11 | 33 | 0,33 | 2970 min. | 36 |
| 4.  | Danny Vukovic     | KRC Genk           | 10 | 38 | 0,26 | 3420 min. | 32 |
| 5.  | Matz Sels         | RSC Anderlecht     | 9  | 32 | 0,28 | 2880 min. | 25 |

Bij een gelijk aantal wedstrijden zonder tegendoelpunt wordt er rekening gehouden met het aantal speelminuten en de leeftijd van de spelers.

## Scheidsrechters
| Naam                 | Geboortedatum | GW | TS |     |   |    |
| -------------------- | ------------- | -- | -- | --- | - | -- |
| Wesley Alen          | 03 jan 1991   | 15 | 3  | 75  | 5 | 2  |
| Jan Boterberg        | 11 jul 1986   | 17 | 5  | 70  | 1 | 0  |
| Alexandre Boucaut    | 10 okt 1980   | 24 | 11 | 80  | 6 | 5  |
| Sébastien Delferière | 02 jul 1981   | 16 | 4  | 70  | 0 | 2  |
| Christof Dierick     | 03 jan 1979   | 15 | 5  | 64  | 2 | 0  |
| Lothar D'hondt       | 18 mei 1994   | 1  | 0  | 6   | 0 | 0  |
| Frederik Geldhof     | 16 apr 1976   | 5  | 1  | 14  | 0 | 1  |
| Nicolas Laforge      | 21 dec 1986   | 29 | 14 | 131 | 6 | 10 |
| Erik Lambrechts      | 17 sep 1984   | 24 | 5  | 97  | 3 | 3  |
| Jonathan Lardot      | 31 jan 1984   | 26 | 9  | 100 | 0 | 1  |
| Bert Put             | 10 jun 1988   | 13 | 2  | 52  | 2 | 0  |
| Wim Smet             | 18 aug 1982   | 26 | 9  | 85  | 2 | 2  |
| Nathan Verboomen     | 25 jun 1988   | 24 | 12 | 106 | 4 | 4  |
| Bart Vertenten       | 13 mei 1988   | 28 | 9  | 133 | 2 | 1  |
| Kevin Van Damme      | 12 jun 1990   | 1  | 0  | 6   | 0 | 0  |
| Bram Van Driessche   | 16 apr 1985   | 28 | 10 | 126 | 5 | 2  |
| Lawrence Visser      | 18 dec 1989   | 29 | 13 | 140 | 9 | 4  |
| Luc Wouters          | 14 nov 1969   | 7  | 5  | 28  | 1 | 1  |

## Trainerswissels
| Trainer             | Datum                        | Club             | Reden voor ontslag of vertrek | Positie          | Opvolger             | Datum aankondiging opvolger |
| ------------------- | ---------------------------- | ---------------- | ----------------------------- | ---------------- | -------------------- | --------------------------- |
| Karim Belhocine     | voor aanvang seizoen 2017/18 | KV Kortrijk      | teleurstellende resultaten    | voor het seizoen | Yannis Anastasiou    | 24 april 2017               |
| Čedomir Janevski    | voor aanvang seizoen 2017/18 | Waasland-Beveren | andere visie dan het bestuur  | voor het seizoen | Philippe Clement     | 24 mei 2017                 |
| Michel Preud'homme  | voor aanvang seizoen 2017/18 | Club Brugge      | einde contract                | voor het seizoen | Ivan Leko            | 8 juni 2017                 |
| José Jeunechamps    | voor aanvang seizoen 2017/18 | Standard Luik    | einde interimperiode          | voor het seizoen | Ricardo Sá Pinto     | 11 juni 2017                |
| Ivan Leko           | 8 juni 2017                  | STVV             | overstap naar Club Brugge     | voor het seizoen | Bartolomé Marquez    | 15 juni 2017                |
| Wim De Decker       | 16 juni 2017                 | Antwerp FC       | te weinig ervaring            | voor het seizoen | László Bölöni        | 16 juni 2017                |
| Bartolomé Marquez   | 7 augustus 2017              | STVV             | geen klik met de spelersgroep | 8ste             | Jonas De Roeck       | 10 augustus 2017            |
| Rúnar Kristinsson   | 9 augustus 2017              | Sporting Lokeren | teleurstellende resultaten    | 15de             | Peter Maes           | 9 augustus 2017             |
| René Weiler         | 18 september 2017            | RSC Anderlecht   | teleurstellende resultaten    | 9de              | Hein Vanhaezebrouck  | 3 oktober 2017              |
| Yves Vanderhaeghe   | 19 september 2017            | KV Oostende      | teleurstellende resultaten    | 16de             | Adnan Čustović       | 19 september 2017           |
| Hein Vanhaezebrouck | 27 september 2017            | KAA Gent         | teleurstellende resultaten    | 14de             | Yves Vanderhaeghe    | 4 oktober 2017              |
| Yannick Ferrera     | 23 oktober 2017              | KV Mechelen      | teleurstellende resultaten    | 15de             | Aleksandar Janković  | 1 november 2017             |
| Jordi Condom        | 6 november 2017              | KAS Eupen        | teleurstellende resultaten    | 16de             | Claude Makélélé      | 6 november 2017             |
| Yannis Anastasiou   | 8 november 2017              | KV Kortrijk      | teleurstellende resultaten    | 15de             | Glen De Boeck        | 8 november 2017             |
| Albert Stuivenberg  | 10 december 2017             | KRC Genk         | teleurstellende resultaten    | 8ste             | Philippe Clement     | 18 december 2017            |
| Philippe Clement    | 18 december 2017             | Waasland-Beveren | overstap naar Racing Genk     | 7de              | Sven Vermant         | 5 januari 2018              |
| Aleksandar Janković | 24 januari 2018              | KV Mechelen      | teleurstellende resultaten    | 15de             | Dennis van Wijk      | 24 januari 2018             |
| Mircea Rednic       | 14 februari 2018             | Excel Moeskroen  | teleurstellende resultaten    | 12de             | Frank Defays         | 14 februari 2018            |
| Sven Vermant        | 9 mei 2018                   | Waasland-Beveren | teleurstellende resultaten    | 6de PO 2A        | Dirk Geeraerd (a.i.) | 9 mei 2018                  |

## Individuele prijzen
| Prijs                            | Winnaar          | Club                     |
| -------------------------------- | ---------------- | ------------------------ |
| Gouden Schoen                    | Ruud Vormer      | Club Brugge              |
| Mooiste Doelpunt (Gouden Schoen) | Ivo Rodrigues    | Antwerp FC               |
| Beste doelman (Gouden Schoen)    | Lovre Kalinić    | KAA Gent                 |
| Beste belofte (Gouden Schoen)    | Henry Onyekuru   | KAS Eupen RSC Anderlecht |
| Beste trainer (Gouden Schoen)    | Felice Mazzu     | Sporting Charleroi       |
| Profvoetballer van het Jaar      | Hans Vanaken     | Club Brugge              |
| Belofte van het Jaar             | Wesley Moraes    | Club Brugge              |
| Trainer van het Jaar             | Ivan Leko        | Club Brugge              |
| Scheidsrechter van het Jaar      | Jonathan Lardot  |                          |
| Ebbenhouten Schoen               | Anthony Limbombe | Club Brugge              |
| Trofee Raymond Goethals          | Felice Mazzu     | Sporting Charleroi       |

## Teampagina's
- RSC Anderlecht in het seizoen 2017/18
- Antwerp FC in het seizoen 2017/18
- Club Brugge in het seizoen 2017/18
- KRC Genk in het seizoen 2017/18
- KV Mechelen in het seizoen 2017/18
- KAA Gent in het seizoen 2017/18
- Sint-Truidense VV in het seizoen 2017/18
- Standard Luik in het seizoen 2017/18
- SV Zulte Waregem in het seizoen 2017/18